# Elaphropeza bergonzoi
Elaphropeza bergonzoi är en tvåvingeart som beskrevs av Raffone 2000. Elaphropeza bergonzoi ingår i släktet Elaphropeza och familjen puckeldansflugor. Inga underarter finns listade i Catalogue of Life.